# 熱中時代
『熱中時代』（ねっちゅうじだい）は、1978年10月から1981年3月まで、日本テレビ系列で放送された水谷豊主演のテレビドラマである。
シリーズ第2作として刑事ドラマである『熱中時代・刑事編』も存在するが、本稿では学園ドラマ作品であるシリーズ第1・3作、及びそれらと世界観を共有する単発スペシャル版について扱う。

## 概要
水谷豊扮する小学校教師・北野広大が赴任先の小学校で起きるさまざまな出来事に体当たりで挑む。
従来の学園ドラマではあまり取り上げることがなかった小学校教諭を主人公にした画期的な作品で、この種のドラマを（放送時間帯が夜9時台であった事もあり）あまり見ることのなかった視聴者層を獲得し、高視聴率を記録した。当時文部大臣だった砂田重民元衆議院議員も欠かさず見ていたエピソードが残されている。
1978年に第1シリーズ、1980年に続篇が放送されたのち、1987年春、1988年秋と1989年秋に2時間の単発ドラマが製作され、家庭を持った主人公が時代と共に変わっていく子供たちの気質に戸惑いながらも奮闘を続ける姿が描かれた。
2011年4月9日にスペシャルドラマとして、北野の教え子が教師となり、本作から30年後を舞台としたリメイク作品が放送された。主演は佐藤隆太と松下奈緒で、水谷は登場していない。また、スペシャルドラマの放送を前に関東ローカルで再放送が行われた。
2024年4月6日から7月27日までBS松竹東急にて第1シリーズを第2話連続で放送された。
2024年8月3日から2025年1月4日までBS松竹東急にて第2シリーズを第2話連続で放送された。
また、水谷豊が語る「熱中時代」も放送。（前編・後編、各6分）

## 連続シリーズ
第1シリーズは、1978年10月6日より1979年3月30日まで毎週金曜日21:00 - 21:54に、「金曜劇場」枠で放送された。初回の視聴率は12.2%（ビデオリサーチ）であったものの、最終回の視聴率はニールセンで46.7%、ビデオリサーチで40.0%を記録。ビデオリサーチによる初回の視聴率からの伸び27.8%は歴代最高記録である。
翌クールに同じく水谷豊主演の「熱中時代・刑事編」が放送され、間を置いて第2シリーズが1980年7月5日より1981年3月28日まで毎週土曜日21:00 - 21:54に、「土曜グランド劇場」枠で全38回が放送された。こちらは平均視聴率27.8%を記録。

### キャスト
北野広大：水谷豊
北海道・小樽出身の新任教師。しばらくアルバイトをしていたが、結婚退職した教師の後任で若葉台小学校に赴任することになり、校長の天城順三郎宅に居候の身になる。3年4組の担任。本人によれば「あまり良くない大学を、あまり良くない成績で卒業」し、教師となる。何事も体当たりでぶつかる。その型破りな教育方法で子どもたちに慕われているが、安達や一部の保護者たちと意見がぶつかってしまうことも多い。映画館で泣きながら電話をしている桃子を心配して追いかけるが、痴漢と間違えられてしまい、それ以来桃子とはお互いに意識し合うようになるが、父親、兄の病気、怪我などにより、第1作の最終回で北海道へ帰郷。
その後教員と酪農の両立はかなわず礼文島の叔父の仕事を手伝っていたところ、第2シリーズの初回で天城順三郎と再会、その伝手でもう一度若葉台小学校に戻り2年3組の担任となった。
第2シリーズ最終回で小笠原諸島の兄島小学校の教員に欠員が生じたことを知り、自ら志願して小笠原へ旅立つ。
（第2シリーズより約10年後が舞台である）スペシャル第1作では北海道・積丹町立神威崎小学校に異動して教師を続けており、小笠原から転居する段階で敦子と出逢い、結婚した。
スペシャル第2作以降は、神威崎小学校が廃校になったことに伴い、再び順三郎の伝手で東京に戻り南多摩川小学校に赴任、3年5組の担任になる（その際、順三郎から天城邸を譲り受けて自宅とすることになった）。翌年は4年2組を担任していた。
既にベテランと呼ばれるキャリアの持ち主になってはいるものの、その型破りな手法は昔と何ひとつ変わっておらず、南多摩川小学校への赴任以後も学年主任以上の教員からはそのやり方に眉をひそめられることが多い（しかし、児童や保護者からは支持されている）。
2011年のスペシャルにおいては、3年2組担任の南雲大地が1983年生まれとなっていて、大地の小笠原時代の小学校3年の担任であったと話していたことからまた小笠原の小学校に赴任したと思われる。

#### 若葉台小学校
天城順三郎：船越英二
蝶ネクタイがトレードマークの校長。自宅に教師を多数下宿させており、優しく信頼篤い好人物。趣味は犬語の研究。悪ガキに対しては「言うことを聞けない子は赤ちゃんです」と、彼らを赤ん坊のようにあやして懲らしめる。
第1シリーズの最終回近くで山梨県へ赴任することになった。
スペシャル版第2作からは自宅を広大に譲り、妻・綾子とともにマンション住まいとなる。
広大の最大の理解者であり、第一線から引退後も広大の南多摩川小学校への赴任を斡旋する、一時登校拒否となった忠信の長男の面倒を見てその克服に一役買う、行方不明となった広大の教え子の捜索に参加する、広大のクラスの学級遠足に引率者として参加するなど、何かと広大を支援する。誰と話す時でも、常に敬語で接する。
安達勝也：小松方正
おおらかな校長と対照的に、口うるさい教頭。典型的なことなかれ主義者。広大が着任するまでは、代理で3年4組を受け持っていた。
スペシャル第1作にも登場しており、順三郎の後を受けて若葉台小学校の校長に昇進した設定になっている。

##### 第1シリーズ
小糸桃子：志穂美悦子
校長宅に下宿する教師。3年3組の担任。マドンナ的存在。学年ソフトボール大会では受け持ちクラスを全勝優勝へ導く。またダンスもうまい。父親は順三郎の教え子だったが、いまだに順三郎に甘えて借金を頼んでくる父に嫌気がさしていた。映画館で泣きながら父親と電話をしているところを広大に目撃され、追いかけてきた広大を痴漢と間違えて通報してしまう。第1シリーズ終了後、順三郎とともに山梨へ赴任する。
花井（八代）恵子：音無美紀子
校長宅に下宿する教師。5年2組の担任。雑学が豊富で、よくクイズ番組に出場している。最終回近くで八代と結婚、天城夫妻の義妹となった。
スペシャル第1作にも出演している。
前田きく：執行佐智子
3年1組の担任で、3年生の学年主任。
小嶋田徳次：小倉一郎
広大たちの同僚で、3年2組の担任。広大とは対照的に、児童とは少し距離を置いて接している。小心者で体育授業は不得手。白衣を着ていることが多い。桃子に好意を寄せている。

##### 第2シリーズ
立花美幸：高田早苗
2年4組の担任。校長宅に下宿。最終回で広大に恋心を抱いていたことがあきらかになるが、広大は何も知らず小笠原へ旅立つ。
田丸邦彦：秋野太作
2年1組の担任。学年主任であり、最終回で離婚した元妻と復縁する。
奥田朝：木内みどり
2年2組の担任。母親も教師であり、順三郎の恩師である。
風見（佐藤）玲子：山口いづみ
同僚教師。第1作で広大が担任した児童が5年生に進級したときの担任。校長宅に下宿、最終回で忠信と結ばれる。
その後、5人の子供をもうけている（スペシャル第2作で5人目を出産した）。
井原先生（教諭）：中野遊
松下先生（教諭）：柄沢英二
江川先生（教諭）：沖恂一郎
原先生（教諭）：西尾徳
松崎瑞江（教諭）：岡崎聡子

#### 他の学校関係者
魚津早苗：島村佳江〔第1シリーズのみ〕
校長宅に下宿する教師。大森の小学校に勤務。小宮のことを悪く思ってはいないが、同じ学校の音楽教師と婚約していた。
風邪をひいた早苗が「鰈が食べたい」と言ったのを広大が「カレー」と聞き間違え、早苗を好きな小宮の代わりに作る。それを見た桃子が誤解をしてやきもちを焼くというエピソードがある。
八代徹：山口崇
綾子の弟。中学校教師で、担当教科は理科で趣味は天体観察。下宿では和装で過ごす。酒好きで飄々とした性格。綾子に甘えており、朝は自分で起きず、家事を手伝うこともしない。離婚歴があり、作中で前妻や彼女の引き取った息子と再会している。最終回近くで花井恵子と再婚することになった。
スペシャル第1作にも若干ながら登場している。

#### 南多摩川小学校
野木昭彦：柳沢慎吾
1年生を担任。北野宅（←天城宅）に下宿している。若者らしく現代的な感覚を持った教師で、広大の教育手法もすんなり受け容れていた。広大にとっては良き弟分ともいえる存在。
同僚の島谷に好意を持っていたがその気持ちを聞き出せず、広大にかわりに確かめてくれるよう頼んだが、実際に広大が島谷に確認しているところを目撃した敦子が不倫だと勘違いしてふさぎ込んでしまうにあたり、広大が島谷をたぶらかしたと勘違いしてふて腐り悪態をついたことで広大の怒りを買ったこともあった。
仮屋園博：渡辺正行
5年生を担任。北野宅に下宿している一人。バツイチで月に一度別れた一人娘に会っているが、必ずその後に1週間ほど落ち込むのが恒例になっている。
教員としてのキャリアは広大とそれほど変わらず、当初は広大の手法に賛成するわけでもなく反対するわけでもない態度をとっていたが、水泳大会で広大が足が不自由ながら無理を言って出場した教え子の懸命な泳ぎを体を張って励ます姿に触発されて以降は広大の良き理解者という立場になった。
島谷ますみ：伊藤かずえ（スペシャル2作目のみ）
2年生を担任。北野宅に下宿している一人。広大の「宿題を出さない」という考え方に異論を唱えていた。
森山芦菜：水島かおり（スペシャル3作目のみ）
1年生を担任。島谷と入れ替わりで北野宅に下宿。自分のクラスの男児（広大のクラスの女児の弟）が図工の時間に描いた絵の内容に何かおかしいと感じ、広大に報告する。
一丸章子：岡本麗（スペシャル2作目のみ）
3年生の学年主任。当初は広大の型破りな手法を批判し、その後始末を巡って激しく対立したが、そのやり方によって3年5組が良い方向へと大きく変化していったのを目の当たりにして広大のやり方を理解し、最後には広大に「ずっとこの学校にいてくださいよ!」と激励の言葉を送った。
一乃橋鶴子：中島葵（スペシャル3作目のみ）
4年生の学年主任。広大の自由奔放な教育手法に辟易させられているうえ、自身のクラスの佐藤忠彦（忠信の長男）をあることで頭ごなしに叱ってしまったことで彼から担任として否定され、勝手に広大のクラスに移られてしまうなどの出来事に頭を痛めている。
高嶺教頭：小林克也
南多摩川小学校の教頭。マニュアル通りの画一的な管理教育を進めてきた中心人物であり、自由奔放で型破りな広大のやり方によってそれが崩れることを恐れ、広大と激しく対立し厳しい批判を浴びせたこともあったが、生徒たちの前向きな変化を目の当たりにして広大の考え方を受け容れ、最後には広大の良き理解者となった。
同校の校長はスペシャル第2作は病気療養で休職中、第3作の細井（石井光三）はあまり表立って発言する素振りをみせないため、実質的に彼が校長代行のようなポジションになっている。

#### 北野家
北野敦子：荻野目慶子（スペシャルのみ）
広大の妻。広大が小笠原から北海道に異動になった頃に出逢い結婚した。スペシャル第1作では漁協の事務員として働いていたが第2作以降は専業主婦となり、かつての天城綾子と同じポジションになった。
教師としての広大を尊敬し、学級遠足の引率者として参加したり、広大の教え子が行方不明になった際には広大にかわって所在確認のため教え子の自宅を訪ねる、捜索のため八ヶ岳に向かった広大にかわり仔細を学校側に報告するなど、その活動を陽になり陰になり支えている。
北野青空：池上季実子
広大の実妹。広大を頼って、女優を目指して小樽から上京する。『蜘蛛の巣』が主宰する劇団に入団。第2作では劇団がフランスで興行を行うことになり、渡仏するが、劇団がフランスで空中分解し解散してしまい、そのままパリでアルバイトをしながら滞在しているため、登場しない。
スペシャル第1作では帰国して結婚コンサルタントに転職。その後も仕事で海外を飛び回っており、天城邸にも気軽に出入りしている。広大の頼みで一緒に上京した宮脇亮太を一時住まわせており、そのこともあって亮太とみね子の結婚を強く支援、挙式の際にも世話役を買って出た。
北野大河：犬塚弘
広大の実兄、北海道で牧場を営んでいる。
第1作の最終話で怪我をしてしまい、父親の病気などもあり、牧場の維持が困難になり、広大が教師を辞めて帰郷することになったが、怪我の程度が思っていたよりも軽傷で、すぐ復帰してしまい、教師を辞めてまで帰郷した広大に対して申し訳なく思っている。

##### 敦子の関係者
鷹村加代：加藤治子（スペシャル第2作のみ）
敦子の実母。広大夫妻が帰京してすぐに北野家に押し掛け、同居するようになった（なぜかその際に麻雀セット一式を持ち込んでいる）。
肝の据わった人物であり、かつて広大夫妻と忠信が北海道で遭遇したコソ泥夫婦の妻（室井滋）が北野邸で突如産気づいてしまった際も浮き足立って慌てる周囲を尻目に落ち着いて的確な指示を出すなどして対応したほか、広大が野木に頼まれて島谷の気持ちを確認していた姿を敦子が不倫と勘違いしてふさぎ込んだ際には、敦子にかわって広大に平手打ちを喰らわせている。

#### 天城家
天城綾子：草笛光子
順三郎の妻。世話好きな性格で下宿している教師たちの間では母親的な存在。若いころに学生演劇をやっていたこともあり、青空の良き相談相手になっていた。
自宅を広大夫婦に譲るにあたってはそもそも同居することを念頭に置いていたようで、順三郎と二人でのマンション暮らしになったことや敦子の母・加代の出現でその立場を喰われた格好になってしまったことで脹れていた。
天城育民：太川陽介
順三郎と綾子の一人っ子で高校生。やや不良っぽい現代っ子だが広大とはウマが合う。第2シリーズでは一浪の後東京農業大学に合格する。
スペシャル第1作にも出演しているが、その時は既婚で恐妻家であり、夫婦ゲンカの末に実家に一時逃げ帰ってきた設定になっていた。
川瀬（天城）みね子：二階堂千寿
第2シリーズから登場。もとは早くに両親を亡くし北海道・礼文島で叔母の世話になっていたが、登校拒否となったところを広大に救われる。
叔母の再婚に伴い広大を頼って上京、校長宅に下宿し若葉台小学校へ転校、５年４組で風見玲子の教え子になる。最終回で順三郎・綾子夫妻の養女になる。
スペシャル第1作では成長した彼女と交際していた青年・宮脇亮太（松村雄基）との結婚問題が主題のひとつになっている。
当初は順三郎夫妻から反対されて北海道に駆け落ち、あわや遭難という事態になって広大らに救助される、その後亮太が失踪してしまうなどの紆余曲折あったものの、最終的には礼文島に渡って漁師となったのち広大を頼って一緒に上京してきた亮太と東京で再会、その人となりを順三郎が認めて快く結婚を許され、亮太とともに礼文島へ帰ることになった。
天城信吾：横内正≪第2シリーズのみ≫
順三郎の実弟であり塾の経営者で、順三郎と教育問題で対立する。

#### 派出所の警察官
小宮新八郎：谷隼人
近所の派出所の警察官。桃子に痴漢と間違われて逮捕しかけて以来、広大の良き喧嘩相手。早苗に気があるが振られてしまう。
スペシャル第1作にも出演しているが、その時は第2シリーズに出演した桜井音松と同僚になっていた。
佐藤忠信：蟹江敬三
近所の派出所の警察官。第2シリーズから登場。北海道出身で何かとみね子のことを気にかけていた。最終回で玲子と結ばれ、その後5人の子供に恵まれる。
広大の悪友ともいうべき存在で良き理解者、良き喧嘩相手。時には行方不明となった広大の教え子の捜索に自ら加わるなど、危険な役回りを買って出ることもあった。
スペシャルには全作出演しており、第1作では広大と同じ積丹町で駐在所詰めの警官をしており、広大を頼って北海道に駆け落ちしてきながら遭難しかけたみね子の救出にも一役買った。
その後第2作までの間に小学校に忍び込んだ窃盗犯（小倉久寛）を逮捕しながらその妻（室井滋）の一人芝居に騙されて脱走された責任を取って辞職。第2作目以降は玲子の実家を頼って東京に戻りピザ屋「ゼペットじいさん」を開業する。自宅は南多摩川小学校の学区内（北野邸の近所）で、第3作では登校拒否の兆候を見せた長男・忠彦の扱いを巡って一時広大と対立した。
桜井音松：峰竜太
近所の派出所の警察官。第2シリーズから登場。佐藤の同僚。
スペシャル第1作にも出演しているが、その時は同僚が第1シリーズに登場した小宮新八郎にかわっていた。

#### その他

##### 第1シリーズ
- 『蜘蛛の巣』マスター：奥村公延（第2シリーズでは礼文島に住む広大の叔父役で、スペシャル第1作では広大が勤務する北海道・積丹町立神威崎小学校校長役で出演）
- 『蜘蛛の巣』従業員・小百合ちゃん：梶弘子
- 『蜘蛛の巣』従業員・鉄ちゃん：吉見哲

##### 第2シリーズ
田丸笑子：高見知佳
邦彦の実妹。後半には校長宅に下宿。
ロバート山形：安原義人
喫茶店「蜘蛛の巣」の跡地に建った軽食店「ロバートドーナツ」（第22話以後ウエスタン・パブ　ロバートハウスに改装）の主人。怪しい英語混じりのしゃべりが特徴的だが、出自は山形県出身の日本人である。
サユリ：杉真由美
ロバートドーナツ（第22話以後ロバートハウスに改装）の従業員。
ルリ子：桜井恵美子
ロバートドーナツ（第22話以後ロバートハウスに改装）の従業員。
黒丸正太郎：熊倉一雄
元PTA会長の区会議員。選挙に立候補しようとした際、PTA会長の肩書きを利用しようとして天城校長に拒否されたことへの私怨から、執拗に広大と天城校長の失脚を狙う。第1シリーズでは1話のみの単発出演だったが、本シリーズではセミレギュラー化。

#### ゲスト

##### 第1シリーズ（話数はすべて、" 回 " で統一されている）
第1回 「オレが先生と呼ばれる日」
- 桑原隆三：尾藤イサオ
- 東和美：風吹ジュン
- 役者：小松政夫
- PTA母親：五月晴子、太田淑子、麻ミナ、岡田和子、沢柳迪子
- 三年四組の児童：池田進、橋満耕司、藤森政義
- 美女：立花美英
- 窓拭きゴンドラの作業員：小林昭男
- 女事務員：松金よね子
- 売店の女：島美弥子

第2回 「熱中先生最初の失敗」
- 橋満省作：関敬六
- PTAの母親：若松和子、五月晴子、太田淑子、水沢摩耶、麻ミナ、岡田和子、泉よし子
- 飲み屋のオヤジ：河合一光
- 花山医師：沖恂一郎
- クイズ番組司会者：徳光和夫、神山喜久子
- スナック「蜘蛛の巣」従業員：市川正、水岡影宏、松原くに子、額賀見知子、安田政世

第3回 「UFOと謎の男の正体」
- スナック「蜘蛛の巣」従業員：市川正、水岡影宏、額賀見知子
- 小糸源三：南原宏治

第4回 「ああ! 聖職者のケガ」
- 三年四組PTA：久里千春、小峰千代子、中山愛子
- 三年四組児童：上野郁己、川合誠二、橋満耕司、難波香織、若宮由美子

第5回 「ぼくの先生はフィーバー」
- 牧村英子：竹井みどり
- 育民の友達：斉藤薫子、小熊英樹、小林英樹、高崎桂子、山田芳一

第6回 「熱中先生子連れ旅」
- 劇団「蜘蛛の巣」劇団員：炎美可
- 川西幸子：小宮山京子
- 川西竜太：長田恒義
- 若葉台小学校事務員：小宮和枝
- 小嶋田キク：千石規子
- 川西竜吉：河原崎長一郎

第7回 「熱中先生二ヵ月目のピンチ」
- 医師：二見忠男

第8回 「危険な関係プレイバック」
- バーテン：酒井郷博
- 若葉台小学校教師：浦山紀子、五十嵐美鈴
- 出前持：阿部渡
- 山本：橋爪功
- 西川美也子：毬杏奴
- スナック「蜘蛛の巣」従業員：有紀早苗
- 興信所所員：田川勝雄
- 下着泥棒：団巌
- 仲居：五十嵐美恵子

第9回 「二つの恋のメロディー」
- 磯村知子：倉野章子
- 大川花子：若原瞳
- 三年三組女子児童の父親：横山あきお
- 三年四組男子児童の母親：水沢摩耶
- 三年四組男子児童の父親：沢りつお
- 屋台の親爺：河合一光

第10回 「やって来たガキ大将」
- 中島今日子：沢たまき
- 中島徹夫：原田潤
- 婦人：京田尚子
- 男の先生：宮島正敏

第11回 「涙の父母参観日」
- 東和美：風吹ジュン
- 谷田かね子：今井和子
- 三年四組女子児童の母親：太田淑子
- 授業参観の父親：辻村真人
- 授業参観の母親たち：岡田和子、麻ミナ、柏木優子、泉よし子

第12回 「熱中先生と少年探偵団」
- 三年二組江沢和夫の母親：檜よしえ
- 学校荒しの犯人：畑中猛重
- 刑事：成瀬正、久地明
- 警官：島田彰
- 犯人と間違われる男：鳥巣哲生

第13回 「故郷に帰った熱中先生」
- 下川良一：下元勉
- 三年四組児童の母親：石井富子、岩本多代
- 小樽市厚田村の人たち：岡嶋艶子、和泉喜和子、横田泰代

第14回 「消えたお年玉の謎」
- 夜行列車の客：大方斐紗子、布施木昌之、宝木原博也

第15回 「熱中先生と不思議な少女」
- 三年四組女子児童の母親：吉野佳子
- ガラス屋：山下啓介

第16回 「孫悟空vs熱中先生」
- 映画監督：井上由起夫
- 映画助監督：今村陽一
- 犯人：柴崎憲治
- そば屋の出前持ち：阿部渡

第17回 「ノコベンとメンコ大会」
- 三年四組児童の母親：松崎ヤスコ、五月晴子、坂井寿美江、飯田悦子、阿部光子
- 若葉台小学校教師：浦山紀子
- 警官：市川治
- 黒丸正太郎：熊倉一雄

第18回 「三年四組学級閉鎖」
- 三年四組児童の母親：弓恵子
- 教材屋：加地健太郎
- ラーメン屋：河合一光

第19回 「熱中先生と恋の破れガサ」
- 東和美：風吹ジュン
- バー「通せんぼ」の客：津村隆
- 三年四組児童の母親：麻志奈純子
- 上代田八丁目派出所の警官：市川治
- 小宮の同僚の警官：友金敏雄

第20回 「若草物語 熱中篇」
- 戸塚美千代：木内みどり
- 金田三郎：西田健
- 牧村英子：竹井みどり
- 喫茶店ウェイトレス：森沢早苗

第21回 「人情タコ焼き先生」
- 三年四組児童の父親：山谷初男、増岡弘、山田博行、山本寛、鈴木正幸
- 三年四組児童の母親：五月晴子、泉よし子
- タコ焼き屋の客：江幡高志
- 質屋の主人：里木佐甫良
- 古本屋の主人：瀬良明
- 質屋の客：名塚新也

第22回 「お雛さまとさびしい宇宙人」
- 小林長二郎：伊東四朗
- 煮込み屋の女主人：大井小町
- 縁日の綿菓子屋：青森伸
- 和菓子「金時屋」主人：村瀬正彦
- その妻：金子勝美
- 縁日のタコ焼き屋：笠井心

第23回 「熱中先生と笑わない少女」
- 三年四組児童の母親：清水まゆみ
- 松本プロデューサー：山田康雄
- テレビ局員：隅田美寿恵、田辺治郎
- 帽子屋の女店員：滝田裕子
- フルーツパーラーのウエイトレス：山田洋子

第24回 「3年4組フィーバーズ二連敗」
- 三年四組児童の父親：入江正徳
- 三年四組児童の母親：牧野和子

第25回 「3年4組父母会総会」
- 五年二組児童の母親：青山眉子
- 三年四組児童の母親：水沢摩耶、五月晴子、太田淑子、岡田和子

第26回 「さよなら熱中先生」

##### 第2シリーズ
第1回 「帰って来た熱中先生」
- みね子の叔母：白川和子
- 車掌：ポール牧
- おばあさん：原ひさ子
- 礼文島の先生：佐伯赫哉
- 小料理屋の客：団巌

第2回 「二年三組とかわいそうな象」
- 母親：左時枝、大山のぶ代、大森暁美、一谷伸江、斉藤恵子、五月晴子、太田淑子、水沢摩耶
- 中年の男：村上幹夫
- 動物園係員：安西正弘

第3回 「早くも恐怖の通信簿」
- 下山の義母・しげ：福田公子
- 下山修：岸田森
- 大沢：佐藤京一
- 松木：池田秀一
- 母親：西川ひかる、火野捷子
- 父親：辻村真人
- 下山の妻・朋子：井上れい子

第4回 「家庭訪問トラブル・ノート」
- 管理人：桜井センリ
- 奥田テツ：千石規子
- 母親・里子：稲野和子
- 大沢：佐藤京一
- 松木：池田秀一
- 母親：成田光子、菅原ちね子、夏海千佳子
- 寄山弘、鈴木道弘、木下浩之、黒岩里美

第5回 「熱中先生とさいはての少女」
- みね子の叔母：白川和子
- 小料理屋の客：団巌
- 明子：山口果林
- クラブのホステス：潤ますみ、菊地かおり
- 弾き語り：大沢鏡子
- 番頭：岩城和男
- クラブの客：相原巨典
- ボーイ：楠田龍平
- 先生：谷村慶子、五十嵐美鈴

第6回 「進め! 竹馬ライダーズ」
- 遠藤先生：遠藤豊吉

第7回 「盆踊り・サタディ・ナイト」
- みね子の叔母：白川和子

第8回 「ある日森の中熊さんに出会った」
- 桜井松五郎：伴淳三郎

第9回 「二年三組新学期GO!!」
- 青木カネ：賀原夏子
- 青木秋子：有吉ひとみ
- 青木大助：坂部文昭
- 母親・光子：瀬能礼子

第10回 「父母参観日とアフリカのらーめん」
- 母親・圭子：大森暁美
- 母親：一谷伸江、斉藤恵子、有吉ひとみ、瀬能礼子、岩瀬晃、高橋直子、中川裕美子

第11回 「五年四組の反乱」
- ロングヘアーの女：大原美香子
- カーリーヘアーの女：根本由美
- ショートカットの女：村上里佳子

第12回 「熱中先生と自転車泥棒」
- 母親・伸江：上村香子
- 祖父・平太郎：吉田義夫
- アパートの女：高山千草
- 母親：浅見ひろ子
- 自転車の男：松田章

第13回 「熱中先生 お化け退治」
- 秋守：殿山泰司
- 母親・邦子：木村夏江
- 妖怪の声：沢りつお
- 妖怪の手下：深作覚、中瀬博文

第14回 「北野先生をやめさせないで」
- 藤森忠次：宍戸錠
- 西条美也子：真木洋子
- 藤森久美子：天地総子
- 松島刑事：金井大
- 安川：奥野匡
- 安川悦子：明石美穂
- 板前・哲夫：富倉勝士

第15回 「熱中先生と冷たい女たち」
- 西条美也子：真木洋子
- おでん屋の夫婦：木下華声、利根はる恵
- 母親：芦沢孝子
- ウエイトレス：幡野芳美
- 二年四組の子供：片岡みえ

第16回 「熱中先生 涙の晴れ舞台」
- 林田秀三：今井健二
- 林田ますみ：絵沢萌子
- 松之助：小林昭男
- 林田和夫：加瀬悦孝
- 林田光子：池田信子
- 藤九郎：秋野陽介
- 座員：新井一夫、森岡隆見、北斗太郎

第17回 「祖父母会とボートレース」
- トヨ：小夜福子
- 松江：浦辺粂子
- シズ：武智豊子
- 由利子：マッハ文朱
- 里子：榊ひろみ
- 文房具店主人：二見忠男
- 千代子：丸山裕子
- ウエイトレス：新保早苗
- 娘：山田洋子、安達忍、重田千穂子
- 少女：梅野幸子

第18回 「マムシ・イモ掘り・テレビ局」
- ディレクター・藤本：中島久之
- プロデューサー・杉原：前田昌明
- 俳優・国岡：久富惟晴
- 女優・花の木悠子：工藤明子
- 久保田：左右田一平
- 妻・澄子：上野綾子
- マネージャー・吉川：辻しげる

第19回 「北野先生 大きらい!」
- 中年男：山田康雄

第20回 「北野先生 お父さんになって」
- 母親・布美江：宮本信子
- 釣具店主人：小鹿番
- 幼児：斉藤みよ子

第21回 「夫婦ゲンカと熱中先生」
- 父親・信一郎：草野大悟
- 母親・昌子：十勝花子
- マリ：西尾麻里

第22回 「豆腐屋とガンマン」
- 母親・カネ子：今井和子
- ガンマン：ビル・横山、ニック・大宮
- 中年の女：深谷みさお

第23回 「遺言と大喰い競争」
- 母親・静江：鈴木弘子
- 老人：浜村純
- 医師：日恵野晃
- 運転手：町田幸夫

第24回 「サンタクロースとマッチ売りの少女」
- 高岡昌一：園田裕久
- 高岡ルミ子：川崎絵美里

第25回 「熱中先生 真剣勝負」
- 父親・哲之進：高松英郎
- 長男・哲太郎：長谷川諭
- 次男・哲次郎：兼安博文
- 長女・哲子：浪瀬功子

第26回 「サギ師と裸の王様」
- 藤森忠次：宍戸錠
- 藤森久美子：天地総子
- 道尾隆夫：森川正太
- 白井：木田三千雄
- 青田：関武志
- 松島刑事：金井大
- 宮島刑事：八木隆
- 青田の友人：大谷淳
- 母親：木村翠
- 職人・哲夫：倉富勝士

第27回 「火事とケンカの居候」
- 父親・剛造：荒井注
- 母親・トシ子：林美智子

第28回 「熱中先生と三千万円の宝くじ」
- 父親・謙次：名古屋章
- 母親・千栄子：藤田弓子
- 角須種夫：ダーク史郎
- 宝くじ売りのおばさん：町田博子
- 運送屋：山谷直司、原敬

第29回 「先生 愛ってなんですか?」
- 母親・久美江：大山のぶ代
- 祖母・シズ：武知杜代子
- 堀田：大橋利章
- 店員：伊沢弘、小山嘉文

第30回 「機関車やえもんと熱中先生」
- ひろみ：上山則子
- 先生：浦山紀子、谷村慶子
- 父親・浩一郎：仲谷昇

第31回 「やさしさ紙芝居」
- 母親・葉子：寺田路恵
- マリ子：長山雅美
- 患者：田中筆子、山田はるみ
- 看護婦：宮木五十鈴、中島泉
- 先生：浦山紀子、谷村慶子

第32回 「校長先生に弟がいた!」
- 天城信吾：横内正
- 母親・文代：小林トシ江
- 二年一組の児童：尾形恵子

第33回 「雪国の熱中先生」
- 桜井松五郎：伴淳三郎
- 須藤絹子：佐藤万理
- 父親・昌三：沼田爆
- 母親・勝代：浅利香津代
- 時沢小学校・校長：大久保正信
- 女の声：平井道子
- 松沢智子：難波香織

第34回 「熱中先生と長〜い作文」
- 乃里子：水沢アキ
- 姉・京子：服部直理
- レストランの楽士：バンバ・ジュン
- ローラースケートの女：メアリー・ジェーン

第35回 「みね子が連れ戻される!?」
- みね子の叔母：白川和子
- 犯人：志賀勝
- 母親・久江：水沢摩耶
- ガンマン：ビル・横山、ニック・大宮
- そば屋の客：山田博行、飯田悦子
- 新聞記者：高嶋洋、天現寺竜
- カメラマン：折原博、久保田健三
- 店員：後藤康夫

第36回 「熱中先生と生徒会長」
- 藤森忠次：宍戸錠
- 藤森久美子：天地総子
- 父親・昌彦：梶哲也
- 林田ますみ：絵沢萌子
- 松之助：小林昭男
- 林田和夫：加瀬悦孝
- 職人・哲夫：倉富勝士

第37回 「熱中先生 重大な決意」
- 母親：大森暁美、榊ひろみ、一谷伸江、有吉ひとみ
- 林田和夫：加瀬悦孝

第38回 「さようなら! さようなら! 熱中先生」
- 先生：浦山紀子、谷村慶子
- 林田和夫：加瀬悦孝
- 田丸明子：山口果林

### スタッフ

#### 第1シリーズ
- 企画：梅谷茂
- プロデューサー：清水欣也、永野保徳
- 脚本：布勢博一、松原敏春、桃井章、大和屋竺、森﨑東
- 演出：田中知己、吉野洋、梅谷茂、矢野義幸
- 音楽：平尾昌晃
- 選曲：鈴木清司
- 効果：東洋音響
- 監修：遠藤豊吉
- 製作協力：生田スタジオ、ユニオン映画
- 制作・著作：日本テレビ

#### 第2シリーズ
- 企画：梅谷茂、田中知己、清水欣也
- プロデューサー：高野幹夫、永野保徳
- 脚本：布勢博一、篠崎好、田上雄、桃井章
- 演出：田中知己、梅谷茂、吉野洋、西本淳一、佐藤重直
- 音楽：平尾昌晃
- 選曲：鈴木清司
- 効果：倉橋静男（東洋音響）
- 監修：遠藤豊吉
- 製作協力：生田スタジオ、ユニオン映画
- 制作：日本テレビ

### 主題歌
第1シリーズ
原田潤「ぼくの先生はフィーバー」（作詞：橋本淳、作曲：平尾昌晃、編曲：若草恵）
先生第1シリーズの主題歌である「ぼくの先生はフィーバー」は、オープニングでは通常1番の歌詞が放送されたが、第25話のOPでは2番の歌詞の部分が使用された。また、同じ日本テレビで放送されている『世界一受けたい授業』のテーマソングに使用されている（ただし、世界一バージョンとしてボーカルは当時のままであるがバックの演奏を再録音したもの。このバージョンは2005年1月19日にCDで発売されている）。
第2シリーズ
- 水谷豊「やさしさ紙芝居」（作詞：松本隆、作曲：平尾昌晃、編曲：石川鷹彦）

先生第2シリーズの主題歌である「やさしさ紙芝居」は、オープニングでは通常1番の歌詞が放送されたが、第14話のOPでは2番の歌詞の部分が使用された。
- 挿入歌：水谷豊「はあとふる」、松木里江「ロックンロール・ティーチャー」

## 放送日程

### 第1シリーズ（1978年 - 1979年）
| 話数              | 放送日         | サブタイトル             | 脚本              | 演出     | 視聴率                  |
| ----------------- | -------------- | ------------------------ | ----------------- | -------- | ----------------------- |
| 第1話             | 1978年10月06日 | オレが先生と呼ばれる日   | 布施博一          | 田中知己 | 12.2%                   |
| 第2話             | 10月13日       | 熱中先生最初の失敗       | 布施博一          | 田中知己 | 20.3%                   |
| 第3話             | 10月20日       | UFOと謎の男の正体        | 布施博一          | 吉野洋   | 16.8%                   |
| 第4話             | 10月27日       | ああ! 聖職者のケガ       | 布施博一          | 矢野義幸 | 18.8%                   |
| 第5話             | 11月03日       | ぼくの先生はフィーバー   | 布施博一          | 田中知己 | 16.5%                   |
| 第6話             | 11月10日       | 熱中先生子連れ旅         | 松原敏晴          | 田中知己 | 21.7%                   |
| 第7話             | 11月17日       | 熱中先生二ヵ月目のピンチ | 布施博一          | 矢野義幸 | 20.6%                   |
| 第8話             | 11月24日       | 危険な関係プレイバック   | 布施博一 桃井章   | 吉野洋   | 24.5%                   |
| 第9話             | 12月01日       | 二つの恋のメロディー     | 松原敏晴 布施博一 | 田中知己 | 22.2%                   |
| 第10話            | 12月08日       | やって来たガキ大将       | 布勢博一 大和屋竺 | 梅谷茂   | 23.1%                   |
| 第11話            | 12月15日       | 涙の父母参観日           | 布施博一          | 田中知己 | 22.8%                   |
| 第12話            | 12月22日       | 熱中先生と少年探偵団     | 桃井章            | 矢野義幸 | 24.8%                   |
| 第13話            | 12月29日       | 故郷に帰った熱中先生     | 布施博一          | 梅谷茂   | 31.8%                   |
| 第14話            | 1979年01月05日 | 消えたお年玉の謎         | 布施博一          | 吉野洋   | 28.8%                   |
| 第15話            | 1月12日        | 熱中先生と不思議な少女   | 布施博一          | 田中知己 | 29.6%                   |
| 第16話            | 1月19日        | 孫悟空vs熱中先生         | 布施博一          | 矢野義幸 | 25.6%                   |
| 第17話            | 1月26日        | ノコベンとメンコ大会     | 布施博一          | 田中知己 | 26.6%                   |
| 第18話            | 2月02日        | 三年四組学級閉鎖         | 森崎東            | 矢野義幸 | 30.1%                   |
| 第19話            | 2月09日        | 熱中先生と恋の破れガサ   | 布施博一          | 吉野洋   | 30.2%                   |
| 第20話            | 2月16日        | 若草物語 熱中篇          | 布施博一          | 田中知己 | 32.6%                   |
| 第21話            | 2月23日        | 人情タコ焼き先生         | 布施博一          | 矢野義幸 | 35.5%                   |
| 第22話            | 3月02日        | お雛さまとさびしい宇宙人 | 森崎東            | 吉野洋   | 33.2%                   |
| 第23話            | 3月09日        | 熱中先生と笑わない少女   | 布施博一          | 田中知己 | 35.9%                   |
| 第24話            | 3月16日        | 3年4組フィーバーズ二連敗 | 桃井章            | 矢野義幸 | 36.8%                   |
| 第25話            | 3月23日        | 3年4組父母会総会         | 布勢博一          | 矢野義幸 | 35.1%                   |
| 最終話            | 3月30日        | さよなら熱中先生         | 布勢博一          | 田中知己 | 40.0% (ニールセン46.7%) |
| 平均視聴率 27.0％ |                |                          |                   |          |                         |

### 第2シリーズ（1980年 - 1981年）
| 話数              | 放送日         | サブタイトル                     | 脚本            | 演出     | 視聴率 |
| ----------------- | -------------- | -------------------------------- | --------------- | -------- | ------ |
| 第1話             | 1980年07月05日 | 帰って来た熱中先生               | 布施博一        | 田中知己 | 34.1%  |
| 第2話             | 7月12日        | 二年三組とかわいそうな象         | 布施博一        | 田中知己 | 33.1%  |
| 第3話             | 7月19日        | 早くも恐怖の通信簿               | 布施博一        | 梅谷茂   | 31.8%  |
| 第4話             | 7月26日        | 家庭訪問トラブル・ノート         | 布施博一        | 吉野洋   | 28.4%  |
| 第5話             | 8月02日        | 熱中先生とさいはての少女         | 布施博一        | 田中知己 | 24.2%  |
| 第6話             | 8月09日        | 進め! 竹馬ライダーズ             | 布施博一        | 梅谷茂   | 19.5%  |
| 第7話             | 8月16日        | 盆踊り・サタディ・ナイト         | 布施博一        | 田中知己 | 28.9%  |
| 第8話             | 8月23日        | ある日森の中熊さんに出会った     | 布施博一        | 吉野洋   | 24.8%  |
| 第9話             | 9月06日        | 二年三組新学期GO!!               | 布施博一        | 吉野洋   | 28.9%  |
| 第10話            | 9月13日        | 父母参観日とアフリカのらーめん   | 布施博一        | 田中知己 | 24.4%  |
| 第11話            | 9月20日        | 五年四組の反乱                   | 布施博一        | 西本淳一 | 30.0%  |
| 第12話            | 9月27日        | 熱中先生と自転車泥棒             | 布施博一        | 吉野洋   | 23.8%  |
| 第13話            | 10月04日       | 熱中先生 お化け退治              | 布施博一        | 田中知己 | 26.2%  |
| 第14話            | 10月11日       | 北野先生をやめさせないで         | 布施博一        | 田中知己 | 27.5%  |
| 第15話            | 10月18日       | 熱中先生と冷たい女たち           | 布施博一        | 吉野洋   | 26.0%  |
| 第16話            | 10月25日       | 熱中先生 涙の晴れ舞台            | 布施博一        | 佐藤重直 | 29.0%  |
| 第17話            | 11月01日       | 祖父母会とボートレース           | 布施博一        | 田中知己 | 25.6%  |
| 第18話            | 11月08日       | マムシ・イモ掘り・テレビ局       | 布施博一        | 西本淳一 | 25.7%  |
| 第19話            | 11月15日       | 北野先生 大きらい!               | 布施博一        | 田中知己 | 26.0%  |
| 第20話            | 11月22日       | 北野先生 お父さんになって        | 布施博一 桃井章 | 吉野洋   | 26.0%  |
| 第21話            | 11月29日       | 夫婦ゲンカと熱中先生             | 布施博一        | 梅谷茂   | 27.4%  |
| 第22話            | 12月06日       | 豆腐屋とガンマン                 | 布施博一        | 田中知己 | 27.5%  |
| 第23話            | 12月13日       | 遺言と大喰い競争                 | 布施博一        | 梅谷茂   | 30.5%  |
| 第24話            | 12月20日       | サンタクロースとマッチ売りの少女 | 布施博一        | 田中知己 | 26.4%  |
| 第25話            | 12月27日       | 熱中先生 真剣勝負                | 布施博一        | 西本淳一 | 31.8%  |
| 第26話            | 1981年01月03日 | サギ師と裸の王様                 | 布施博一        | 田中知己 | 17.9%  |
| 第27話            | 1月10日        | 火事とケンカの居候               | 布施博一 篠崎好 | 梅谷茂   | 27.5%  |
| 第28話            | 1月17日        | 熱中先生と三千万円の宝くじ       | 布施博一        | 佐藤重直 | 25.8%  |
| 第29話            | 1月24日        | 先生 愛ってなんですか?           | 布施博一        | 田中知己 | 30.1%  |
| 第30話            | 1月31日        | 機関車やえもんと熱中先生         | 布施博一        | 西本淳一 | 32.7%  |
| 第31話            | 2月07日        | やさしさ紙芝居                   | 布施博一        | 田中知己 | 29.1%  |
| 第32話            | 2月14日        | 校長先生に弟がいた!              | 布施博一 田上雄 | 佐藤重直 | 28.2%  |
| 第33話            | 2月21日        | 雪国の熱中先生                   | 布施博一        | 田中知己 | 27.8%  |
| 第34話            | 2月28日        | 熱中先生と長〜い作文             | 布施博一        | 西本淳一 | 31.7%  |
| 第35話            | 3月07日        | みね子が連れ戻される!?           | 布施博一 篠崎好 | 梅谷茂   | 27.6%  |
| 第36話            | 3月14日        | 熱中先生と生徒会長               | 布施博一        | 田中知己 | 30.4%  |
| 第37話            | 3月21日        | 熱中先生 重大な決意              | 布施博一        | 田中知己 | 30.4%  |
| 最終話            | 3月28日        | さようなら! さようなら! 熱中先生 | 布施博一        | 田中知己 | 30.7%  |
| 平均視聴率 27.8％ |                |                                  |                 |          |        |

### 放送局
第1シリーズが『金曜劇場』、第2シリーズが『土曜グランド劇場』と異なる枠で放送されたことで、各シリーズの放映局が異なっていた地域があり、また第1シリーズの放映が無かった地域もあった。灰色網掛け枠は放映無し。
|                | 第1シリーズ               | 第1シリーズ          | 第2シリーズ          | 第2シリーズ        |
| 放送対象地域   | 放送時間                  | 放送局               | 放送局               | 放送時間           |
| -------------- | ------------------------- | -------------------- | -------------------- | ------------------ |
| 関東広域圏     | 金曜 21:00 - 21:54        | 日本テレビ（制作局） | 日本テレビ（制作局） | 土曜 21:00 - 21:54 |
| 北海道         | 金曜 21:00 - 21:54        | 札幌テレビ           | 札幌テレビ           | 土曜 21:00 - 21:54 |
| 青森県         | 金曜 21:00 - 21:54        | 青森放送             | 青森放送             | 土曜 21:00 - 21:54 |
| 岩手県         | 金曜 21:00 - 21:54        | テレビ岩手           | テレビ岩手           | 土曜 21:00 - 21:54 |
| 秋田県         | 金曜 21:00 - 21:54        | 秋田放送             | 秋田放送             | 土曜 21:00 - 21:54 |
| 山形県         | 金曜 21:00 - 21:54        | 山形放送             | 山形放送             | 土曜 21:00 - 21:54 |
| 宮城県         | 金曜 21:00 - 21:54        | ミヤギテレビ         | ミヤギテレビ         | 土曜 21:00 - 21:54 |
| 山梨県         | 金曜 21:00 - 21:54        | 山梨放送             | 山梨放送             | 土曜 21:00 - 21:54 |
| 富山県         | 金曜 21:00 - 21:54        | 北日本放送           | 北日本放送           | 土曜 21:00 - 21:54 |
| 福井県         | 金曜 21:00 - 21:54        | 福井放送             | 福井放送             | 土曜 21:00 - 21:54 |
| 中京広域圏     | 金曜 21:00 - 21:54        | 中京テレビ           | 中京テレビ           | 土曜 21:00 - 21:54 |
| 近畿広域圏     | 金曜 21:00 - 21:54        | よみうりテレビ       | よみうりテレビ       | 土曜 21:00 - 21:54 |
| 鳥取県・島根県 | 金曜 21:00 - 21:54        | 日本海テレビ         | 日本海テレビ         | 土曜 21:00 - 21:54 |
| 岡山県・香川県 | 金曜 21:00 - 21:54        | 西日本放送           | 西日本放送           | 土曜 21:00 - 21:54 |
| 広島県         | 金曜 21:00 - 21:54        | 広島テレビ           | 広島テレビ           | 土曜 21:00 - 21:54 |
| 山口県         | 金曜 21:00 - 21:54        | 山口放送             | 山口放送             | 土曜 21:00 - 21:54 |
| 徳島県         | 金曜 21:00 - 21:54        | 四国放送             | 四国放送             | 土曜 21:00 - 21:54 |
| 愛媛県         | 金曜 21:00 - 21:54        | 南海放送             | 南海放送             | 土曜 21:00 - 21:54 |
| 高知県         | 金曜 21:00 - 21:54        | 高知放送             | 高知放送             | 土曜 21:00 - 21:54 |
| 福岡県         | 金曜 21:00 - 21:54        | 福岡放送             | 福岡放送             | 土曜 21:00 - 21:54 |
| 長崎県         | 金曜 21:00 - 21:54        | テレビ長崎           | 長崎放送             | 土曜 21:00 - 21:54 |
| 鹿児島県       | 金曜 21:00 - 21:54        | 鹿児島テレビ         | 南日本放送           | 火曜 22:00 - 22:54 |
| 熊本県         | 土曜 16:50 - 17:44        | テレビ熊本           | 熊本放送             | 火曜 22:00 - 22:54 |
| 大分県         |                           |                      | 大分放送             | 火曜 22:00 - 22:54 |
| 宮崎県         | 宮崎放送                  |                      |                      | 火曜 22:00 - 22:54 |
| 沖縄県         | 日曜 17:30 - 18:24        | 琉球放送             | 沖縄テレビ           | 日曜 22:30 - 23:24 |
| 福島県         | 月曜 - 金曜 16:00 - 16:55 | 福島中央テレビ       | 福島中央テレビ       | 土曜 21:00 - 21:54 |
| 静岡県         | 月曜 16:00 - 16:54        | 静岡けんみんテレビ   | 静岡第一テレビ       | 土曜 21:00 - 21:54 |
| 新潟県         | 金曜 21:00 - 21:54        | 新潟総合テレビ       | 新潟放送             | 土曜 22:00 - 22:54 |
| 長野県         | 日曜 10:30 - 11:24        | 長野放送             | 信越放送             | 土曜 22:00 - 22:54 |
| 石川県         |                           |                      | 北陸放送             | 土曜 22:00 - 22:54 |

### スペシャル番組（熱中時代スペシャル）
日本テレビ系列局にて下記3作品が放送された。1作目（1987年4月4日放映。視聴率16.4%）は、第2シリーズより約10年後が舞台。さらに続編にあたる2作目（1988年10月26日放映。視聴率20.3%）では前作の1年半後が舞台となっている。3作目は1989年10月11日に放映(視聴率14.6%)。3作品共に、未DVD化。
1作目は小笠原から北海道・積丹町立神威崎小学校に移って教師を続けている広大が、二年三組（第2シリーズ）の同窓会のために上京するというのが主な流れで、そこに成長したみね子の結婚問題やかつての教え子の受験問題や難手術に端を発する葛藤などを交えて展開する。この時点で、広大は既に敦子と結婚している。
2作目以降は神威崎小学校の廃校に伴い、順三郎の計らいで帰京し南多摩川小学校に赴任する。
マニュアル通りの画一的な管理教育が行われている中でかつての若葉台小学校時代と変わらない自由奔放なスタンスで臨んだことから、児童や教員たちとの葛藤を抱えるも、次第に児童や保護者との間に信頼関係を築き、やがて教員たちもそのやり方を理解して受け容れていく流れを主体に、広大がある教え子の抱える家庭的な問題や内面的な問題に向き合い解決していく姿を交えて描いている。
なお、第2作以降は順三郎から天城邸を譲り受けて自宅としている（しかし、同僚となる南多摩川小学校の教員3人が既に下宿している）。
1作目では妹・青空（結婚コンサルタントに転職した設定）、育民、新八郎、音松（なぜか新八郎と同僚になっている）、八代・恵子夫妻、安達（順三郎の後任で若葉台小学校の校長に昇進）が再登場しているほか、忠信・玲子夫妻が1～3作共通で登場している（1作目は広大と同じ積丹町の駐在所に勤務、2作目以降は帰京してピザ屋に転職の設定。ただし玲子は2作目においては設定のみ）。
熱中時代スペシャル 帰ってきた北野広大 笑って下さい 涙して下さい 6年ぶり教え子と再会!
スタッフ
- 企画：梅谷茂、田中知己、清水欣也
- プロデューサー：高橋靖二、佐藤丈
- 脚本：布施博一、水島総
- 演出：田中知己
- 音楽：平尾昌晃
- 音楽ディレクター：鈴木清司
- 効果：倉橋静男、小池秀晴（東洋音響）
- 監修：遠藤豊吉
- 制作協力：生田スタジオ、札幌テレビ放送
- 製作・著作：日本テレビ

熱中時代スペシャル 三年五組の叛乱（水曜グランドロマン）
スタッフ
- 企画：梅谷茂
- プロデューサー：平林邦介、都竹廣明
- 脚本：布施博一
- 演出：田中知己
- 音楽：平尾昌晃
- 技術：関吉一
- 照明：関真久
- カメラ：富沢義明
- 音声：神谷直美
- VE：阿部繁雄
- VTR：山下輝良
- 編集：伊藤信行
- MA：大森良憲
- PM：島孝之
- 美術：伊東清
- 音楽ディレクター：鈴木清司
- 音響効果：倉橋静男、高橋渉（サウンドボックス）
- テーマ曲：薬師丸ひろ子「語りつぐ愛に」（作詞：来生えつこ、作曲：来生たかお、編曲：武部聡志）
- 監修：遠藤豊吉
- 制作協力：NTV映像センター、生田スタジオ
- 製作・著作：日本テレビ

熱中時代スペシャル 嵐を呼ぶ男（水曜グランドロマン）
スタッフ
- 企画：梅谷茂
- プロデューサー：平林邦介
- 脚本：布施博一
- 監督：田中知己
- 音楽：平尾昌晃
- 技術： 関吉一
- 照明：関真久
- カメラ：平川守利
- 音声：神谷直美
- VE：田中拓己
- VTR：橋本慶一
- 編集：伊藤信行
- MA：大森良憲
- PM：島孝之
- 美術：伊東清
- 音楽ディレクター：鈴木清司
- 音響効果：倉橋静男、高橋渉（サウンドボックス）
- テーマ曲：今井美樹「瞳がほほえむから」（作詞：岩里祐穂、作曲：上田知華、編曲：佐藤準）
- 監督補：西本淳一
- 監修：遠藤豊吉
- 制作協力：NTV映像センター、生田スタジオ
- 製作・著作：日本テレビ

| 日本テレビ系列 金曜劇場                 | 日本テレビ系列 金曜劇場                            | 日本テレビ系列 金曜劇場                                |
| 前番組                                  | 番組名                                             | 次番組                                                 |
| --------------------------------------- | -------------------------------------------------- | ------------------------------------------------------ |
| 消えた巨人軍 （1978.9.1 - 1978.9.29）   | 熱中時代 （第1シリーズ） （1978.10.6 - 1979.3.30） | 欽ちゃんドラマ・Oh!階段家族!! （1979.4.6 - 1980.3.21） |
| 日本テレビ系列 土曜グランド劇場         |                                                    |                                                        |
| 池中玄太80キロ （1980.4.5 - 1980.6.28） | 熱中時代 （第2シリーズ） （1980.7.5 - 1981.3.28）  | 池中玄太80キロ（第2シリーズ） （1981.4.4 - 1981.8.29） |

## 番外編スペシャル
熱中時代スペシャル 水谷教授の華麗な冒険
「木曜ゴールデンドラマ」の処女作として1980年4月3日日本テレビ系放映。水谷豊は人文学者の水谷教授と国際強盗団の若者イサムの二役を務め、ケニア、アメリカ、フランスでの大々的なロケーションを敢行した。出演者はヒロインの浅野ゆう子の他、藤岡琢也、細川俊之など刑事編からのスピンオフが多いものの、熱中時代および刑事編ともにストーリー的な繋がりは全くない。また、本作ではユニオン映画が直接制作を請け負っており、シリーズ中唯一のフィルム撮影によるテレビ映画として制作された。
スタッフ
- 企画・監督：田中知己
- 脚本：布施博一
- 音楽：菅野光亮
- 制作：日本テレビ、ユニオン映画

## その他
- 主演の水谷は、子供の面倒見が良く出演した子供達に大変慕われていたようで、このため、撮影でも小学校教諭としての役柄や、小学校という雰囲気を自然に作り出せたのも成功の一因であると言われている。最終回の主人公が学校を去るシーンの撮影では、児童役の子供達が、撮影が終了して水谷と別れるのを惜しんで、演技ではなく本当に泣いていたという逸話も残っている。
- 第1シリーズのロケ地は、山形県東置賜郡高畠町の高畠町立時沢小学校であり、当時の在校生もエキストラで出演している。
- 第2シリーズの最終回では、水谷が演じる主人公が小笠原諸島の兄島小学校に赴任することになっているが、実際には兄島は無人島である。
- 物語の舞台となった北海道礼文島礼文町の道場牧場は日本最北端の牧場として有名だったが2001年閉場した。

## 2011年ドラマスペシャル
2011年4月9日21:00 - 23:18に放送。NNS29局同時ネット、ハイビジョン制作。解説放送実施（副音声解説：石丸博也）。レギュラー版で校長を演じた船越英二の息子・船越英一郎がこのドラマスペシャルで校長を演じている。視聴率は9.4%。
佐藤と松下がCMで共演している「アリナミン」の武田薬品工業が特別協賛を行い、本作のメイキング映像が織り込まれている特別版のCMも流された。
終了直前に新たなトラブルを暗示する転校生が登場するなど、続編を意識した内容だったが以降続編は制作されていない。

### キャスト

#### 若葉台小学校

##### 教職員
南雲大地：佐藤隆太
主人公。3年2組担任、北野広大の元教え子。動物園でバイトをしながら教員試験を受け続け、やっと合格する。広大のような教師になろうと奮闘するが、良かれと思っての行動が必ずしもいい結果に結びつかないなど、理想と現実のギャップに苦しむ。
朝比奈遥：松下奈緒
3年1組担任の女性教師。かつては児童と親密に接するような指導を是としていたものの、失敗した過去を持つ。過去の自分と似たような方針を取る大地に対して批判的に接する。
東条慶介：市川亀治郎
6年2組担任。
瀬口真里：小池栄子
6年1組担任。
理科教師：米村でんじろう
山口智子：縄田智子
家庭科教師。
教師：酒井健太郎
内藤 源太：渡辺いっけい
副校長。
歴代校長（写真のみ）：堺正章（友情出演）
白川龍太郎：船越英一郎
校長。天城順三郎と同様に蝶ネクタイがトレードマーク。悪ガキを懲らしめる際の癖と自宅に教師を多数下宿させているのも同じ。

##### 3年2組児童
- 赤木まりな：越智まりな
- 阿南アンドレ：秋元晏斗玲
- 飯村花奈：峰岸花奈
- 井上舞歌：原舞歌
- 上野紫音：畠山紫音
- 植松将太：村田義仁
- 宇多田紗椰：井東紗椰
- 江口晴紀：小久保晴紀
- 蛯名海斗：相田海斗
- 尾上菜々美：知久菜々美
- 尾葉吾朗：平田敬士
- 笠井さんご：北村燦來
- 金森花：大森絢音
- 近藤守：伊澤柾樹
- 桜川ワタル：立石翔大
- 高畑史織：福本史織
- 中山由実：遠藤由実
- 新田浩章：大江駿輔
- 林進二：佐藤詩音
- 阪田るりか：原田瑠利香
- 氷室風花：春名風花
- 藤礼温：有馬礼温
- 真弓涼平：佐藤涼平
- 三谷百花：大野百花
- 転校生：濱田龍臣

##### 6年1組児童
- 工藤豪：清水優哉
- 梨本咲：高木夏美
- 岡田さくら - 鈴木さくら
- 反田光：二反田光里

4年の時に遥が担任を受け持つクラスにいたが、遥にある約束を破られてから、不信感を募らせる。

#### 保護者
- 金森杏子：石野真子

花の母親。昼はトラック運転手、夜は警備員のパートをしている。
- 桜川作太郎：笹野高史

ワタルの祖父。桜川農豚園を経営している。
- まりなの母親：望月理恵
- 晴紀の母親：香山リカ
- 紫音の父親：木原実

#### 白川家
- 白川拓朗：大野拓朗

龍太郎の息子。
- 白川美智子：賀来千香子（特別出演）

龍太郎の妻。

#### その他
- 山城勝也：日野陽仁

ラーメン店店主。
- 濱口治：ガッツ石松

大地がバイトしていた緑が丘動物園の飼育係。
- 緑が丘動物園園長：津川雅彦

大地の元上司。
- 戸田恵子（友情出演）
- 南雲凛子：室井滋（特別出演）

大地の母親。

### スタッフ
- 脚本：英生みちこ
- 演出：李闘士男
- 主題歌：原田潤「ぼくの先生はフィーバー〜世界一バージョン」※『世界一受けたい授業』のテーマソングとして使われているアレンジ版
- 協力：布勢博一
- 音楽協力：平尾昌晃
- 脚本協力：谷口純一郎
- 学校監修：船田信昭
- 音響効果：メディアハウスサウンドデザイン
- 技術協力：ビデオスタッフ
- 照明協力：ザ・ホライズン
- 美術協力：日本テレビアート
- 編集・MA：映広
- VFX - オムニバス・ジャパン
- 制作管理：イン・ナップ
- スタジオ：日活撮影所
- チーフプロデューサー：前田伸一郎
- プロデュース：西憲彦（日テレ）、梶野祐司（ホリプロ）
- 制作協力：ホリプロ
- 製作著作：日本テレビ（日テレ）